# 赵斌 (1952年)
赵斌（1952年8月—），男，湖北鄂州人，中华人民共和国政治人物。武汉师范学院咸宁分院（现咸宁学院）中文专业毕业，中共中央党校法学原理专业在职研究生班研究生学历。

## 生平
1976年8月参加工作，1983年12月加入中国共产党。历任湖北省人民政府办公厅计划财贸处副处长、副主任，省政府副秘书长，中共十堰市委副书记、市长、市委书记、市人大常委会主任等职。2008年1月当选湖北省人民政府副省长。2012年12月3日辞去湖北省人民政府副省长。2013年1月，当选为湖北省十二届人大常委会副主任。2016年1月，辞去湖北省人大常委会副主任职务。